# 段王妃
段氏（?—?），後燕追尊成昭皇后的妹妹，後燕成武帝慕容垂在前燕為吳王时娶的继室。
慕容垂的第一任妻子段氏（成昭皇后，亦作「先段后」）死後，慕容垂娶了她的妹妹段氏为继室，可足浑皇太后（慕容垂兄長景昭皇帝慕容儁之正妻）则下令慕容垂降继室段氏为妾，改娶自己的妹妹长安君。慕容垂和她感情不好。
369年，慕容垂离弃王妃可足浑氏，携带段夫人和众子一起逃往前秦，封賓徒侯，段氏复立为正室。期间段氏得幸于苻坚，来往密切，遭到非议。
384年慕容垂建立后燕，388年立段王妃的侄女段元妃为皇后。段王妃则没有得到皇后追封。